# Hipòcrates d'Atenes
Hipòcrates (Hippocrates, Ἱπποκράτης) fou el pare de Pisístrat, el tirà d'Atenes. Segon es deia havia rebut l'anunci de la futura grandesa del seu fill i dels seus crims durant uns sacrificis que va fer als jocs olímpics. Quiló d'Esparta, que hi era present li va comunicar el que passaria i el va aconsellar de no casar-se i no tenir fills. Hipòcrates no va seguir el consell. Deia ser descendent de Nèstor, el del poema d'Homer.